# Coprotus aurora
Coprotus aurora är en svampart som först beskrevs av P. Crouan & H. Crouan, och fick sitt nu gällande namn av K.S. Thind & Waraitch 1971. Coprotus aurora ingår i släktet Coprotus och familjen Thelebolaceae.  Arten är reproducerande i Sverige. Inga underarter finns listade i Catalogue of Life.